# Констанційський горіх чорний
Констанці́йський горі́х чо́рний (ділянка № 5) — насадження, ботанічна пам'ятка природи місцевого значення в Україні. Зростає поблизу села Констанція Чортківського району Тернопільської області у квадраті 81 виділі 4 Улашківського лісництва ДП «Чортківське лісове господарство» в межах лісового урочища «Галілея Голубецька».

## Пам'ятка
Оголошені об'єктом природно-заповідного фонду рішенням виконкому Тернопільської обласної ради № 829 від 16 грудня 1970 року (в ТЕСі — 18 березня 1994 року).

## Характеристика
Площа — 0,2 га. 
Під охороною — високопродуктивне насадження 1а бонітету, віком 75 р., діаметром 36 см. Цінний в зеленому господарстві.